# Die Punkies
Die Punkies ist eine deutsche Musik-Hörspielserie, die seit 2016 bei Sony Musics Label EUROPA erscheint.

## Inhalt
Die Serie handelt von den fünf Jugendlichen Aylin, Ben, Leonie, Lucas und Nikolas, die zusammen denselben Traum haben: erfolgreiche Musiker zu werden. Sie gründen gemeinsam die Band Die Punkies und versuchen ihr Glück, jedoch stellen sie schnell fest, dass das alles auch zu Problemen führt. Mit der Band krashkiddz liefern sich die Punkies den einen oder anderen, meist musikalischen Battle.

## Figuren und Sprecher
|                     | Figur                                  | Sprecher              | Folgen                                      |
| ------------------- | -------------------------------------- | --------------------- | ------------------------------------------- |
| Die Punkies         | Aylin Günes                            | Merete Brettschneider | 1–                                          |
| Die Punkies         | Leonie Clara Hedi Magdalena Steiner    | Jenny Maria Meyer     | 1–                                          |
| Die Punkies         | Ben Olsen                              | Daniel Axt            | 1–                                          |
| Die Punkies         | Lucas Schmitt                          | Tim Kreuer            | 1–                                          |
| Die Punkies         | Nikolas Lüthi                          | Patrick Bach          | 1–                                          |
| krashkiddz          | Vince                                  | Nils Rieke            | 1– (Pause in 7, 11, 13, 16, 19, 22, 28, 30) |
| krashkiddz          | Marlon                                 | Tobias Schmidt        | 1– (Pause in 7, 11, 13, 16, 19, 22, 28, 30) |
| krashkiddz          | Kyle                                   | Tobias Diakow         | 1– (Pause in 7, 11, 13, 16, 19, 22, 28, 30) |
| Familie Olsen       | Elisa Olsen (Mutter von Ben)           | Freya Trampert        | 1, 12, 18, 20, 28, 35                       |
| Familie Olsen       | Tom Olsen (Vater von Ben)              | Erik Schäffler        | 2, 12, 28–29, 35, 40                        |
| Familie Steiner     | Rainer Steiner (Onkel von Leonie)      | Erik Schäffler        | 5                                           |
| Familie Steiner     | Dr. Vincent Steiner (Vater von Leonie) | Peter Bieringer       | 29, 36                                      |
| Familie Steiner     | Dr. Isabel Steiner (Mutter von Leonie) | Tina Eschmann         | 29, 36                                      |
| Familie Steiner     | Maria Lola Steiner (Oma von Leonie)    | Marianne Bernhardt    | 1                                           |
| Familie Steiner     | Maria Lola Steiner (Oma von Leonie)    | Monika Barth          | 29                                          |
| Familie Günes       | Erdal Günes (Vater von Aylin)          | Yasar Çetin           | 1                                           |
| Familie Günes       | Erdal Günes (Vater von Aylin)          | Achim Buch            | 13, 19, 29, 35                              |
| Familie Günes       | Alpay Günes (Bruder von Aylin)         | Uğur Taşbilek         | 2, 13, 19, 29, 35, 43                       |
| Familie Schmitt     | Claudia Schmitt (Mutter von Lucas)     | Susanne Sternberg     | 1                                           |
| Familie Schmitt     | Claudia Schmitt (Mutter von Lucas)     | Iris Schumacher       | 29, 33                                      |
| Familie Schmitt     | Dieter Schmitt (Vater von Lucas)       | Volker Hanisch        | 1                                           |
| Familie Schmitt     | Dieter Schmitt (Vater von Lucas)       | Michael Bideller      | 29, 33                                      |
| Familie Schmitt     | Lina Schmitt (Schwester von Lucas)     | Emily Seubert         | 26–27, 29, 33, 35                           |
| Familie di Florenco | Guido di Florenco                      | Robert Missler        | 1–6                                         |
| Familie di Florenco | Zdravko di Florenco                    | Johannes Semm         | 3, 7–9                                      |
| Familie di Florenco | Gino di Florenco                       | Alexander Scala       | 8–16, 18, 20–21, 23–25, 30–31, 33, 35, 41   |
| sonstige Charaktere | Hans Häußler                           | Kai Henrik Möller     | 1, 26, 38                                   |
| sonstige Charaktere | Bernd Nadler                           | Tetje Mierendorf      | 3, 22, 37                                   |
| sonstige Charaktere | Richard bzw. Hans Glan(t)z             | Martin Sabel          | 3, 28, 34, 37                               |
| sonstige Charaktere | Ole Best                               | Benjamin Morik        | 5                                           |
| sonstige Charaktere | Ole Best                               | Mark Seidenberg       | 6                                           |
| sonstige Charaktere | Ole Best                               | Marek Erhardt         | 10, 14, 18–19, 38                           |
| sonstige Charaktere | Gundolf Goschke „Dirty G“              | Jan-David Rönfeldt    | 8, 11, 20, 23, 25, 29, 39–40                |
| sonstige Charaktere | Moon                                   | Saskia Weckler        | 13                                          |
| sonstige Charaktere | Moon                                   | Nadine Schreier       | 19, 29, 32, 35, 40                          |
| sonstige Charaktere | Bendix                                 | Ingo Meß              | 29, 32, 36, 43                              |

### Gastsprecher (Auswahl)
| B - Michael Bideller (29, 33) - Peter Bieringer (29, 36) - Achim Buch (13, 19, 29, 35) C - Julia Casper (28, 32, 42) D - Dagmar Dreke E - Marek Erhardt (10, 14, 18–19, 38) - Tina Eschmann (29, 36) H - Jürgen Holdorf (21, 24) K - Katharina von Keller (4, 8, 21, 24) - Timo Kinzel (11, 16) | M - Holger Mahlich (26–27) - Ingo Meß (29, 32, 36, 43) - Tetje Mierendorf (3, 22, 37) - Kai Henrik Möller (1, 26, 38) - Robert Missler (1–6) R - Jan-David Rönfeldt (8, 11, 20, 23, 25, 29, 39–40) S - Martin Sabel (3, 28, 34, 37, 42) - Alexander Scala (8–16, 18, 20–21, 23–25, 30–31, 33, 35, 41) - Erik Schäffler (2, 5, 12, 28–29, 35, 40) - Nadine Schreier (19, 29, 32, 35, 40) - Rüdiger Schulzki (6, 9) - Johannes Semm (3, 7–9) - Emily Seubert (26–27, 29, 33, 35) - Susanne Sternberg (1, 30, 34, 37, 42) | T - Uğur Taşbilek (2, 13, 19, 29, 35, 43) - Freya Trampert (1, 12, 18, 20, 28, 35) W - Daniel Welbat (11, 16, 41–42) - Verena Wolfien (30, 34, 37, 42) |

### Special Guests
- Laith Al-Deen (Folge 6)
- Teufelskicker (Folge 10, Zero X-Mas)
- Smudo (Folge 10)
- Ignacio „Iggy“ Uriarte (Folge 23)
- Johannes Oerding (Folge 25, Zero X-Mas)
- Ole Plogstedt (Folge 26, Zero X-Mas)
- Bela B (Zero X-Mas)
- Kai Wingenfelder (Zero X-Mas)
- JORIS (Folge 30)
- Antje Schomaker (Folge 33)
- Paula Carolina (Folge 36)
- WellBad (Folgen 41–42)

## Folgen

### Reguläre Folgen
Alle Folgen werden von Ully Arndt geschrieben.
| Nr. | Titel                          | Jahr |
| --- | ------------------------------ | ---- |
| 1   | Bühne frei für die Punkies!    | 2016 |
| 2   | Gitarrendieb on tour!          | 2016 |
| 3   | Gig auf der Geisterinsel!      | 2017 |
| 4   | Bens Comeback!                 | 2017 |
| 5   | Video Stars!                   | 2017 |
| 6   | Die Jagd nach der Masken-Band! | 2017 |
| 7   | Into The Wild!                 | 2017 |
| 8   | Der perfekte Deal!             | 2018 |
| 9   | Operation Lovesong!            | 2018 |
| 10  | Die perfekte Hymne!            | 2018 |
| 11  | White Noise!                   | 2018 |
| 12  | Farm Festival!                 | 2018 |
| 13  | Big Moon!                      | 2019 |
| 14  | Burning Heart Boyz!            | 2019 |
| 15  | Ultra! Mega! Giga!             | 2019 |
| 16  | Hai Life!                      | 2019 |
| 17  | Heroes!                        | 2019 |
| 18  | Reboot, Baby!                  | 2019 |
| 19  | Kiez-Mucke!                    | 2020 |
| 20  | Ein Fall für A.B.L.L.N.!       | 2020 |
| 21  | Punkies Ahoi!                  | 2020 |
| 22  | Echter Punk!                   | 2020 |
| 23  | Virtual World Tour!            | 2020 |
| 24  | Swamp Beats!                   | 2020 |
| 25  | Für eine Handvoll Eiscreme!    | 2021 |
| 26  | Crazy Catering!                | 2021 |
| 27  | Stay tuned!                    | 2021 |
| 28  | Les Moustiques!                | 2021 |
| 29  | Free as a bird!                | 2021 |
| 30  | Camp Harmony!                  | 2021 |
| 31  | Steam-Punkies!                 | 2022 |
| 32  | Postcards from Paradise!       | 2022 |
| 33  | Sister’s Act!                  | 2022 |
| 34  | Forever Young!                 | 2022 |
| 35  | Sweet Dreams!                  | 2023 |
| 36  | Ghost!                         | 2023 |
| 37  | Dancing Dragon!                | 2023 |
| 38  | Mix-Up!                        | 2023 |
| 39  | Hyggelig Hellraiser!           | 2024 |
| 40  | Merch-Mania!                   | 2024 |
| 41  | Well Good!                     | 2024 |
| 42  | King Bling!                    | 2024 |
| 43  | Serving Secrets!               | 2025 |

### Sonderfolgen

#### Kurzhörspiele
| Nr. | Titel                        | Jahr |
| --- | ---------------------------- | ---- |
| 1   | Nikolas – Drei süße Pinguine | 2020 |
| 2   | Aylin – All Eyes On Me       | 2020 |

#### Adventskalender
| Nr. | Titel       | Jahr | Details          | Details                                                                    |
| --- | ----------- | ---- | ---------------- | -------------------------------------------------------------------------- |
| 1   | Zero X-Mas! | 2021 | Rolle            | Sprecher                                                                   |
| 1   | Zero X-Mas! | 2021 | Die Punkies      | Merete Brettschneider Jenny Maria Meyer Daniel Axt Tim Kreuer Patrick Bach |
| 1   | Zero X-Mas! | 2021 | krashkiddz       | Tobias Diakow Tobias Schmidt Nils Rieke                                    |
| 1   | Zero X-Mas! | 2021 | Teufelskicker    | Linda Fölster Florian Marissal Oliver Rohrbeck                             |
| 1   | Zero X-Mas! | 2021 | Erzähler         | Bela B Bastian Pastewka                                                    |
| 1   | Zero X-Mas! | 2021 | Gino di Florenco | Alexander Scala                                                            |
| 1   | Zero X-Mas! | 2021 | Lina Schmitt     | Emily Seubert                                                              |
| 1   | Zero X-Mas! | 2021 | Tom Olsen        | Erik Schäffler                                                             |
| 1   | Zero X-Mas! | 2021 | Elisa Olsen      | Freya Trampert                                                             |
| 1   | Zero X-Mas! | 2021 | Dirty G          | Jan-David Rönfeldt                                                         |
| 1   | Zero X-Mas! | 2021 | Bernd Nadler     | Tetje Mierendorf                                                           |
| 1   | Zero X-Mas! | 2021 | Duke             | Daniel Welbat                                                              |
| 1   | Zero X-Mas! | 2021 | Sharko           | Timo Kinzel                                                                |
| 1   | Zero X-Mas! | 2021 | Mandeep          | Jens Wendland                                                              |
| 1   | Zero X-Mas! | 2021 | Béatrice         | Celine Fontanges                                                           |
| 1   | Zero X-Mas! | 2021 | Woody            | Johannes Oerding                                                           |
| 1   | Zero X-Mas! | 2021 | Ole Plogstedt    | Ole Plogstedt                                                              |
| 1   | Zero X-Mas! | 2021 | Kai Wingenfelder | Kai Wingenfelder                                                           |
| 1   | Zero X-Mas! | 2021 | Ole Best         | Marek Ehrhardt                                                             |
| 1   | Zero X-Mas! | 2021 | Käpt’n Voss      | Jürgen Holdorf                                                             |
| 1   | Zero X-Mas! | 2021 | Heike Voss       | Katharina von Keller                                                       |
| 1   | Zero X-Mas! | 2021 | Pavel            | Maximilian Klein                                                           |

### Musik

#### Alben
| Titel                 | Laufzeit  | Veröffentlichung |
| --------------------- | --------- | ---------------- |
| Nur die Musik, Vol. 1 | 59:57 min | 30. Oktober 2020 |

#### Singles
| Titel             | Gastmusiker      | Folgenbezug | Veröffentlichung   |
| ----------------- | ---------------- | ----------- | ------------------ |
| Mein Weg          | Johannes Oerding | 25          | 12. Februar 2021   |
| Vive la France    | –                | 28, 13, 22  | 23. Juli 2021      |
| Wie wir war’n     | Antje Schomaker  | 33          | 23. September 2022 |
| Blankenese        | Paula Carolina   | 36          | 26. Mai 2023       |
| Hand in Hand      | Nilsen           | –           | 31. Mai 2024       |
| Dreamin’ of Jolie | WellBad          | 41          | 06. September 2024 |